# Jörgen Persson
Pour les articles homonymes, voir Persson.
Cet article concerne le pongiste suédois. Pour le directeur de la photographie né en 1936, également suédois, voir Jörgen Persson (directeur de la photographie).
Jörgen Persson est un pongiste né le 22 avril 1966 à Halmstad en Suède, champion d'Europe en simple, champion du monde en simple et quatre fois champion du monde par équipes. Il est un des rares pongistes à avoir participé à sept éditions des Jeux olympiques.

## Carrière

### Junior
Il a été repéré par l'entraineur du club de Halmstad à l'âge de sept ans. Il fut rapidement parmi les meilleurs de sa génération. Il remporte la finale des moins de 13 ans contre son compatriote Jan-Ove Waldner, puis la finale des championnats d'Europe cadets. En 1980, il bat de nouveau Waldner en finale des championnats de Suède juniors.

### Senior
C'est en 1986 à Prague qu'il fait sa percée au niveau international en remportant à 19 ans le titre de champion d'Europe senior à la surprise générale.
Il a été numéro 1 mondial de mai 1991 à mars 1992, il joue depuis 2004 dans le championnat allemand.
Persson est élu au Temple de la renommée du tennis de table en 2003.
En 2008, alors qu'il avait mis fin à sa carrière de joueur pour entrainer l'équipe nationale du Qatar, il fait un retour fracassant lors des Jeux olympiques de Pékin où il atteint les demi-finales à 42 ans ; il assure sa qualification en simple pour les Jeux olympiques de Londres, qu'il dispute donc à l'âge de 46 ans. Il est un des trois pongistes (avec Jean-Michel Saive et Zoran Primorac) à avoir participé à 7 éditions des Jeux olympiques.

## Entraîneur
Il est l'entraîneur de Mattias Falck qui atteint la finale des championnats du monde 2019, et de l'équipe de Suède qui atteint la finale des Jeux olympiques en 2024.

## Palmarès

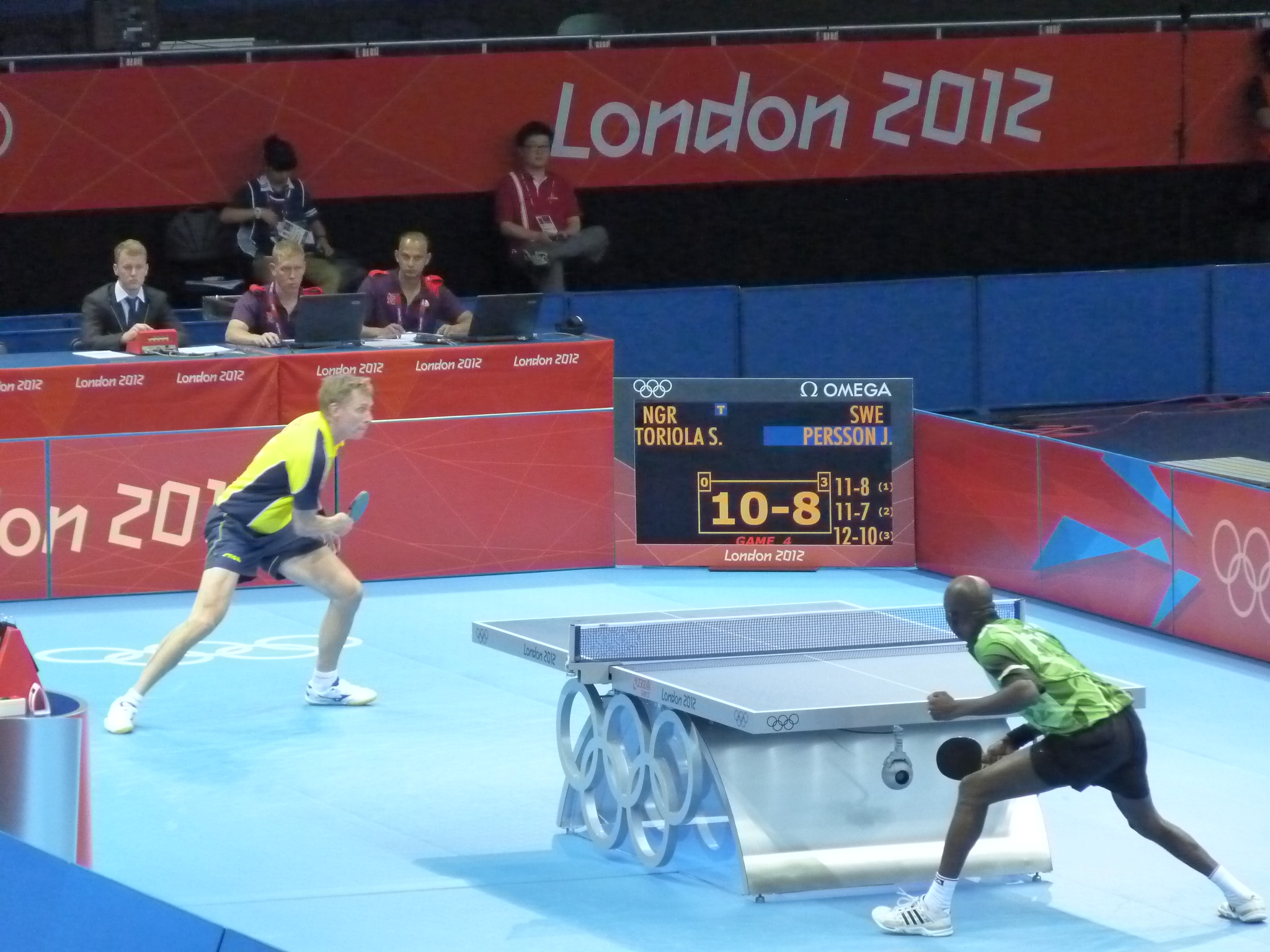
Persson contre le Nigérian Toriola lors des J.O. 2012.

- 1986 :  Or en simple au championnat d'Europe
- 1989 :  Or par équipe championnats du monde, argent en simple (battu par Jan-Ove Waldner en finale)
- 1991 :  Or en simple et par équipes aux championnats du monde
- 1991 :  Or en simple à la coupe du monde
- 1992 :  vainqueur du TOP 12 européen
- 1993 :  Or par équipe aux championnats du monde
- 1997 :  argent en double aux championnats du monde
- 2000 :  Or par équipe aux championnats du monde
- 2000 : Perd en 1/2 finale contre Kong Linghui aux Jeux olympiques de Sydney
- 2008 : Atteint les 1/2 finales aux Jeux olympiques de Pékin après avoir éliminé notamment Vladimir Samsonov et Zoran Primorac
- 2018 : Champion du monde vétérans dans la catégorie 50-54 ans[3].

## Style de jeu
Droitier, attaquant prise traditionnelle.